# Efgartigimod alfa
Efgartigimod alfa (Vendido bajo el nombre comercial Vyvgart) es un medicamento que se usa en el tratamiento de la miastenia gravis .  
Los efectos secundarios más frecuentes al usar este medicamento son las infecciones del tracto respiratorio, dolor de cabeza e infecciones del tracto urinario. 
El Efgartigimod alfa actúa como un bloqueador del receptor neonatal para el Fc (FcRn). Se trata de un Anticuerpo humanizado que se une al receptor neonatal para el Fc (FcRn), evitando que FcRn recapte la inmunoglobulina G (IgG) y que pueda ser reutilizada de nuevo. De esta manera, el Efgartigimod provoca una reducción en los niveles generales de IgG, incluyendo los anticuerpos contra el receptor de acetilcolina (AChR) responsables de la Miastenia gravis. Fue aprobado para uso médico en los Estados Unidos en diciembre de 2021.

## Uso médico
Efgartigimod alfa está indicado para el tratamiento de la Miastenia gravis generalizada (MGG) en adultos con anticuerpos anti-receptor de acetilcolina (AChR) positivos. 

## Historia
La seguridad y eficacia de Efgartigimod alfa se evaluaron en un estudio clínico de 26 semanas en 167 participantes con miastenia gravis que se aleatorizaron para recibir Efgartigimod alfa o placebo.  El estudio mostró que la respuesta clínica en los pacientes fue mayor en los que recibieron Efgartigimod alfa (68%) que en los que recibieron placebo (30%), siendo esta diferencia clínica y estadísticamente significativa. Los participantes que recibieron Efgartigimod alfa también mostraron menor debilidad muscular que los que recibieron placebo.

## Sociedad

### Estatus legal
La Administración de Drogas y Alimentos de los EE. UU. (FDA, por sus siglas en inglés) aprobó por el permiso para el uso de Efgartigimod alfa como fármaco huérfano y mediante vía rápida en espera de nuevos resultados en ensayos clínicos. Esta aprobación fue otorgada para su venta mediante la marca Vyvgart a la farmacéutica Argenx BV.
El 23 de junio de 2022, el Comité de Medicamentos de Uso Humano (CHMP) de la Agencia Europea de Medicamentos (EMA) emitió un dictamen positivo para el Efgartigimod alfa, recomendando la concesión de una autorización de comercialización para el medicamento Vyvgart en pacientes con Miastenia gravis, con anticuerpos contra el receptor de acetilcolina positivos. El solicitante de este aprobación fue la farmacéutica Argenx.

### nombres
Efgartigimod alfa es la denominación común internacional (DCI).

## Otras lecturas
- «Safety, efficacy, and tolerability of efgartigimod in patients with generalised myasthenia gravis (ADAPT): a multicentre, randomised, placebo-controlled, phase 3 trial». Lancet Neurol 20 (7): 526-536. July 2021. PMID 34146511. doi:10.1016/S1474-4422(21)00159-9.